# Ralph Chubb
Ralph Nicholas Chubb (8 februari 1892 – 14 januari 1960) was een Britse dichter, schrijver en kunstenaar.
Ralph Chubb werd geboren in Harpenden, Groot-Brittannië, maar groeide op in St. Albans. Tijdens de Eerste Wereldoorlog diende hij in het Engelse leger. In 1918 keerde hij gewond terug om in Londen de kunstacademie te volgen. Daar ontmoette hij begin jaren '20 kunstenaars als Leon Underwood. Voor het tijdschrift van Underwood schreef Chubb gedichten en artikelen, en ook maakte hij in die periode schilderijen. Omdat zijn schilderijen slecht verkochten maar zijn geschreven werk enige aandacht kreeg, ging Chubb zich meer toeleggen op het schrijven van boeken. 
Medio jaren 50 ging zijn gezondheid achteruit. Chubb stopte met schrijven en begon zijn eerste gedichten en herinneringen aan zijn jeugd te verzamelen en uit te geven. Chubb stierf in Hampshire begin 1960.
- Gemeinsame Normdatei: 1102064068
- International Standard Name Identifier: 0000 0000 6707 7329
- Library of Congress Control Number: nr2001015780
- Nederlandse Thesaurus van Auteursnamen: 072760141
- SNAC: w6060pwt
- Union List of Artist Names: 500087345
- Virtual International Authority File: 61472808
- WorldCat: E39PBJgRPWXm6K69pXGKCvqWjC